# 君津市
君津市（きみつし）は、千葉県の中南部から南部にかけて位置する市。
都市雇用圏における東京都市圏。鹿野山は南房総国定公園に指定されている。財政力指数が高く、粗鋼生産量日本第2位の日本製鉄君津製鉄所を有する工業都市。

## 概要
東京湾沿いは木更津港の君津地区に位置し日本製鉄（旧八幡製鐵・新日本製鐵）を中心とする重工業地域であり、市街地も君津駅を中心とした沿岸部に集中している。内陸部の久留里地区はJR久留里線が通り、江戸時代に久留里藩の城下町として栄え、歴史的町並みが残されている。
清澄山・三石山系の地下水は平成の名水百選「生きた水・久留里」に選定され、湧水を活用したカラー（湿地性植物）の生産量は日本一である。
1960年代後半、八幡製鐵工場の開業とともに九州出身者約2万人が大量移住したという「民族大移動」の歴史を持ち、各地に九州文化が残る。

## 地理

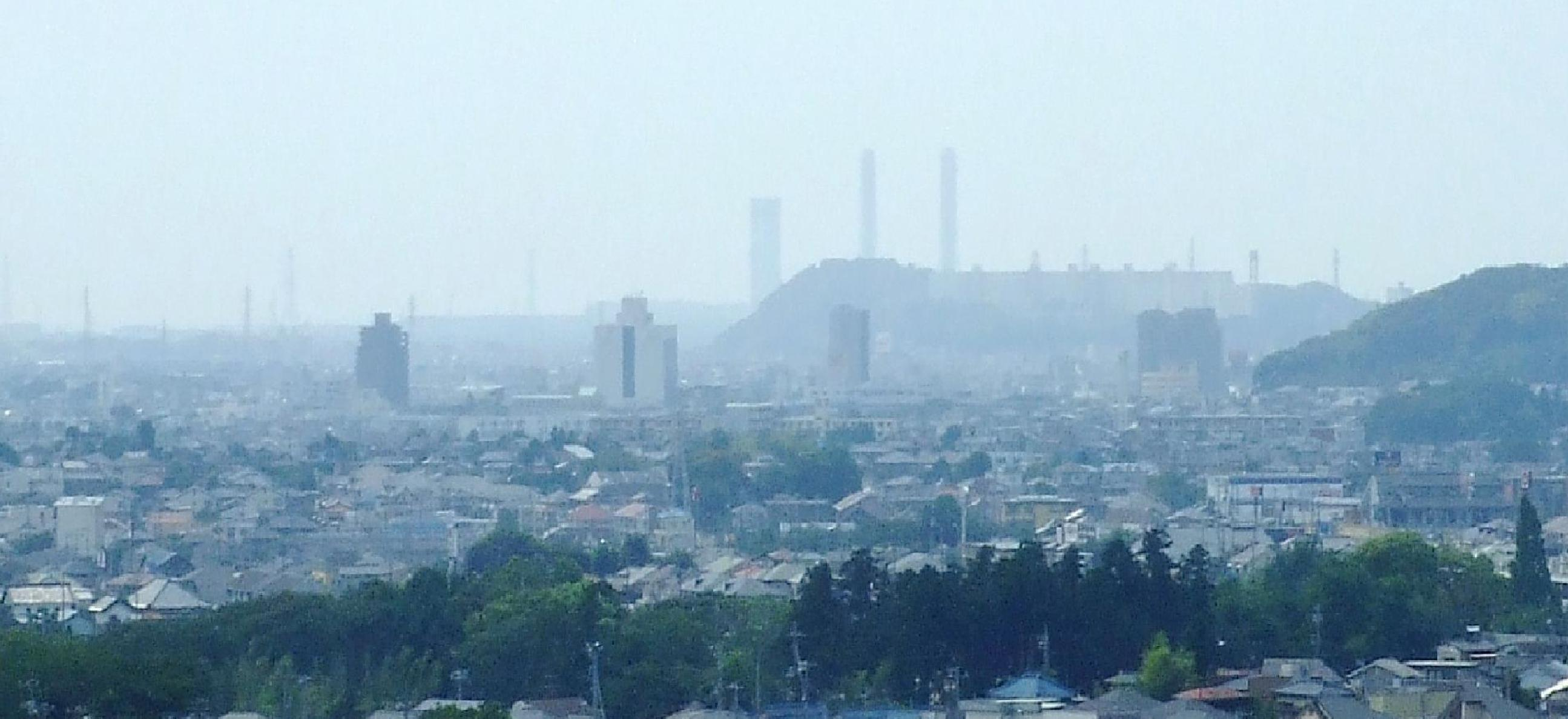
君津市街地を望む

千葉県中南部から南部にかけて位置する自治体である。県庁所在地である千葉市から約35 km、東京都心から40 - 50 km圏内である。都市雇用圏における東京都市圏に含まれる。なお、東京都（特に羽田空港）や神奈川県からは東京湾アクアラインもしくは東京湾フェリーを利用し東京湾を横断した場合が移動距離が短くなる。
北西部は東京湾に面しており、京葉工業地域の一画を形成している。内陸部は房総丘陵の山岳が連なる。市域は内陸部・南東に向かって広くなっているのが特徴で、面積318.78平方キロメートルは市原市に次いで県内第2位の規模である。
- 地区： 君津、小糸、清和、小櫃、上総の5地区（合併前の旧町村）に分けられる。
- 山
  - 房総丘陵
    - 鹿野山、高宕山、三石山、元清澄山、石尊山、富士山、三舟山
- 河川
  - 小糸川、小櫃川、三間川
- 湖沼
  - 亀山湖、笹川湖（片倉ダム）、豊英湖、三島湖、郡ダム

### 気候
| 坂畑（1991年 - 2020年）の気候      | 坂畑（1991年 - 2020年）の気候 | 坂畑（1991年 - 2020年）の気候 | 坂畑（1991年 - 2020年）の気候 | 坂畑（1991年 - 2020年）の気候 | 坂畑（1991年 - 2020年）の気候 | 坂畑（1991年 - 2020年）の気候 | 坂畑（1991年 - 2020年）の気候 | 坂畑（1991年 - 2020年）の気候 | 坂畑（1991年 - 2020年）の気候 | 坂畑（1991年 - 2020年）の気候 | 坂畑（1991年 - 2020年）の気候 | 坂畑（1991年 - 2020年）の気候 | 坂畑（1991年 - 2020年）の気候 |
| 月                                 | 1月                           | 2月                           | 3月                           | 4月                           | 5月                           | 6月                           | 7月                           | 8月                           | 9月                           | 10月                          | 11月                          | 12月                          | 年                            |
| ---------------------------------- | ----------------------------- | ----------------------------- | ----------------------------- | ----------------------------- | ----------------------------- | ----------------------------- | ----------------------------- | ----------------------------- | ----------------------------- | ----------------------------- | ----------------------------- | ----------------------------- | ----------------------------- |
| 最高気温記録 °C （°F）             | 20.0 (68)                     | 23.6 (74.5)                   | 25.5 (77.9)                   | 27.6 (81.7)                   | 32.6 (90.7)                   | 35.4 (95.7)                   | 37.4 (99.3)                   | 37.3 (99.1)                   | 34.7 (94.5)                   | 31.7 (89.1)                   | 26.2 (79.2)                   | 23.7 (74.7)                   | 37.4 (99.3)                   |
| 平均最高気温 °C （°F）             | 9.6 (49.3)                    | 10.3 (50.5)                   | 13.3 (55.9)                   | 18.0 (64.4)                   | 22.2 (72)                     | 24.7 (76.5)                   | 28.7 (83.7)                   | 30.1 (86.2)                   | 26.5 (79.7)                   | 21.3 (70.3)                   | 16.6 (61.9)                   | 12.0 (53.6)                   | 19.4 (66.9)                   |
| 日平均気温 °C （°F）               | 3.5 (38.3)                    | 4.4 (39.9)                    | 7.8 (46)                      | 12.6 (54.7)                   | 17.0 (62.6)                   | 20.2 (68.4)                   | 24.2 (75.6)                   | 25.3 (77.5)                   | 21.9 (71.4)                   | 16.3 (61.3)                   | 11.0 (51.8)                   | 6.0 (42.8)                    | 14.2 (57.6)                   |
| 平均最低気温 °C （°F）             | −1.7 (28.9)                   | −1.1 (30)                     | 2.2 (36)                      | 7.0 (44.6)                    | 12.0 (53.6)                   | 16.4 (61.5)                   | 20.7 (69.3)                   | 21.7 (71.1)                   | 18.2 (64.8)                   | 12.3 (54.1)                   | 6.2 (43.2)                    | 0.8 (33.4)                    | 9.5 (49.1)                    |
| 最低気温記録 °C （°F）             | −9.8 (14.4)                   | −9.6 (14.7)                   | −6.2 (20.8)                   | −3.2 (26.2)                   | 1.6 (34.9)                    | 5.6 (42.1)                    | 10.5 (50.9)                   | 13.6 (56.5)                   | 7.0 (44.6)                    | 1.1 (34)                      | −2.5 (27.5)                   | −7.6 (18.3)                   | −9.8 (14.4)                   |
| 降水量 mm （inch）                 | 104.5 (4.114)                 | 89.1 (3.508)                  | 187.5 (7.382)                 | 176.1 (6.933)                 | 176.3 (6.941)                 | 208.9 (8.224)                 | 180.5 (7.106)                 | 121.8 (4.795)                 | 252.0 (9.921)                 | 299.7 (11.799)                | 145.2 (5.717)                 | 96.4 (3.795)                  | 2,046.5 (80.571)              |
| 平均降水日数 （≥1.0 mm）           | 6.9                           | 7.3                           | 11.9                          | 11.8                          | 11.0                          | 12.4                          | 10.6                          | 7.7                           | 12.0                          | 12.4                          | 10.0                          | 7.4                           | 121.3                         |
| 平均月間日照時間                   | 174.8                         | 152.8                         | 163.3                         | 170.6                         | 176.9                         | 125.7                         | 167.0                         | 198.2                         | 130.1                         | 124.9                         | 139.4                         | 155.7                         | 1,876.2                       |
| 出典1：Japan Meteorological Agency |                               |                               |                               |                               |                               |                               |                               |                               |                               |                               |                               |                               |                               |
| 出典2：気象庁                      |                               |                               |                               |                               |                               |                               |                               |                               |                               |                               |                               |                               |                               |

### 隣接する自治体
- 木更津市
- 富津市
- 市原市
- 鴨川市
- 夷隅郡
  - 大多喜町

## 歴史
- 1943年（昭和18年）4月1日 - 君津郡八重原村・周西村が合併して君津町が発足[6]。
- 1954年（昭和29年）3月31日 - 君津町・周南村・貞元村が合併し、改めて君津町が発足。
- 1970年（昭和45年）
  - 7月1日 - 集中豪雨により小櫃川が草川原地区で氾濫、亀山橋が流失して集落が孤立。さらに復旧工事途上の同年11月20日、再び集中豪雨により仮橋が流失[7]。
  - 9月28日 - 君津町・上総町・小糸町・清和村・小櫃村と合併し、改めて君津町が発足。
- 1971年（昭和46年）9月1日 - 市制施行し君津市となる。
- 1976年（昭和51年）9月1日 - 市制5周年を記念し「君津市民の歌」を制定。

### 合併について
君津市の市制施行前となる君津町は1943年と1954年、1970年の3回にわたって合併が行われているが、町村合併促進法（いわゆる昭和の大合併）に基づく町村合併が行われた1954年を除く2回はいずれも国の施策と関係無く合併が行われている。
最初の君津町が発足することになる1943年は太平洋戦争の戦時下ということもあり、木更津市の木更津海軍航空隊（現・陸上自衛隊木更津駐屯地）の分工場となる「八重原工場」が八重原村と周西村にまたがる広大な土地に建設されることになり、住居移転や農地の買収、工員向けの食料品や衣料配給などの調整が生じることになったため、当時の日本軍の斡旋によって2村が合併し「君津町」が成立した。
1970年の合併は1960年代に湾岸地区に進出した八幡製鐵（現・日本製鉄）君津製鐵所の影響で君津町の収入となる固定資産税が増加したが、人口が少ない場合は一部が千葉県の収入となる部分が生じるため、君津町の収入を減らさないために合併して人口を増やす施策が採られた。なお、当初は君津町と小糸町、清和村、小櫃村、上総町に加えて、木更津市も合併協議に参加し、新市名も「君津木更津市」になることが提案されていたが、木更津市の合意が得られず、合併構想から事実上離脱したため、5町村で改めて合併協議会が行われ、1970年9月28日に新「君津町」が成立。法定人口なども基準に達したことから翌1971年9月1日に県下25番目となる市制施行が行われ「君津市」となった。

## 人口
平成27年国勢調査より前回調査からの人口増減をみると、3.52％減の86,033人であり、増減率は千葉県下54市町村中29位、60行政区域中35位。
| |                                        |  |
| 君津市と全国の年齢別人口分布（2005年） | 君津市の年齢・男女別人口分布（2005年） |  |
| ■紫色 ― 君津市 ■緑色 ― 日本全国 | ■青色 ― 男性 ■赤色 ― 女性              |  |
| 君津市（に相当する地域）の人口の推移 \| 1970年（昭和45年） \| 70,440人 \| \| \| 1975年（昭和50年） \| 76,016人 \| \| \| 1980年（昭和55年） \| 77,286人 \| \| \| 1985年（昭和60年） \| 84,310人 \| \| \| 1990年（平成2年） \| 89,242人 \| \| \| 1995年（平成7年） \| 93,216人 \| \| \| 2000年（平成12年） \| 92,076人 \| \| \| 2005年（平成17年） \| 90,977人 \| \| \| 2010年（平成22年） \| 89,168人 \| \| \| 2015年（平成27年） \| 86,033人 \| \| \| 2020年（令和2年） \| 82,206人 \| \| |                                        |  |
| 総務省統計局 国勢調査より |                                        |  |
| 1970年（昭和45年） | 70,440人                               |  |
| 1975年（昭和50年） | 76,016人                               |  |
| 1980年（昭和55年） | 77,286人                               |  |
| 1985年（昭和60年） | 84,310人                               |  |
| 1990年（平成2年） | 89,242人                               |  |
| 1995年（平成7年） | 93,216人                               |  |
| 2000年（平成12年） | 92,076人                               |  |
| 2005年（平成17年） | 90,977人                               |  |
| 2010年（平成22年） | 89,168人                               |  |
| 2015年（平成27年） | 86,033人                               |  |
| 2020年（令和2年） | 82,206人                               |  |

## 行政

### 市長
- 市長：石井宏子（2018年11月1日就任、2期目）

歴代市長
| 代   | 氏名     | 就任日        | 退任日         | 備考                                    |
| ---- | -------- | ------------- | -------------- | --------------------------------------- |
| 初代 | 鈴木俊一 | 1971年9月1日  | 1982年10月31日 | 1970年11月1日から市制施行時まで君津町長 |
| 2代  | 白石光雄 | 1982年11月1日 | 1994年10月31日 |                                         |
| 3代  | 若月弘   | 1994年11月1日 | 1998年10月31日 |                                         |
| 4代  | 三浦公明 | 1998年11月1日 | 2006年10月31日 |                                         |
| 5代  | 鈴木洋邦 | 2006年11月1日 | 2018年10月31日 |                                         |
| 6代  | 石井宏子 | 2018年11月1日 | 現職           |                                         |

### 国の施設
- 国土地理院鹿野山測地観測所

### 県の施設
- 中部林業事務所
- 君津土木事務所上総出張所

### 警察・消防
- 千葉県警察
  - 君津警察署
  - 君津合同庁舎
  - 機動捜査隊君津方面機動捜査班
  - 交通機動隊君津分駐隊
- 君津市消防本部

## 立法

### 市議会
- 君津市議会

### 県議会
- 千葉県議会
- 選挙区：君津市選挙区
- 定数：2名

### 国会
- 衆議院
  - 選挙区：全域が千葉県第12区に属する。
- 参議院
  - 選挙区：千葉県選挙区に属する。

## 経済

### 財政
総務省が発表した2014年度の普通交付税大綱のなかで、当市が5年ぶりに不交付団体となった。自前の財政は非常に豊かな市である。なお、令和5年度は市が国に普通交付税算定に用いる基礎係数を誤って報告したため、交付団体になってしまった。

### 産業
商業
- イオンタウン君津
  - イオンスタイル君津
- アピタ君津店
- ジョイフル本田君津店

農業

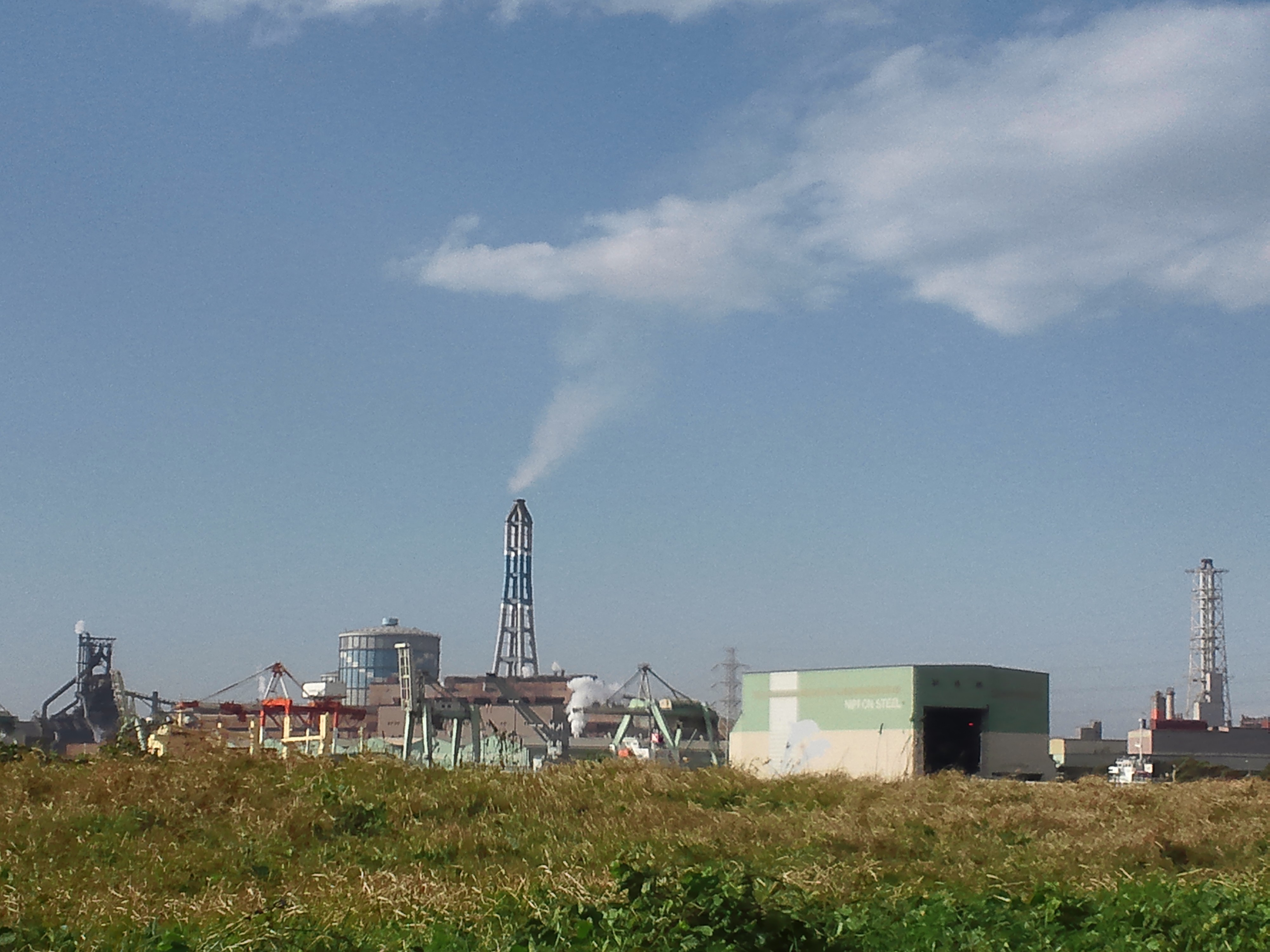
君津共同発電所

- 君津市農業協同組合 - 君津市のほか富津市・袖ケ浦市を事業エリアとしている。

工業
- 東京湾沿岸部の大規模な埋立地に、日本製鉄東日本製鉄所君津地区、君津共同発電所がある。
- かずさ小糸地域には佐藤製薬かずさ工場がある。

漁業
- 製鐵所に隣接する小糸川河口には漁港がある。東京都心に近いため活魚の生産基地として整備を進めている。

#### 漁港
- 小糸川漁港

#### 本社・本店を置く企業
- 安房運輸
- 君津共同火力
- 君津住宅
- 新昭和
- 川島コーポレーション[注釈 1][12]

## 姉妹都市・提携都市
日本国内
- 千葉県鴨川市
- 埼玉県白岡市

日本国外
- 京畿道義王市

## 地域

### 区分
| 地区       | 大字・町名 |
| ---------- | --- |
| 君津地区   | 君津・西君津・人見・大和田・坂田・西坂田・東坂田・陽光台・君津台・中野・中富・久保・南久保・北久保・高坂・台・南子安・北子安・杢師・法木作・内箕輪・内蓑輪・外箕輪・八重原・三直・貞元・上湯江・下湯江・新御堂・小香・杉谷・八幡・郡 |
| 周南地区   | 常代・宮下・浜子・皿引・山高原・小山野・大山野・作木・草牛・馬登・尾車・六手 |
| 小糸地区   | 上・中島・練木・大鷲・大鷲新田・大井・糠田・糠田飛地・塚原・根本・大井戸・行馬・小糸大谷・長石・白駒・荻作・法木・福岡・泉・糸川・かずさ小糸・鎌滝・鬼泪・大野台                                                                     |
| 清和地区   | 清和市場・西粟倉・東粟倉・市宿・植畑・植畑村外四村入会・平田・日渡根・西猪原・東猪原・東猪原西猪原入会・西日笠・東日笠・怒田沢・二入・辻森・大岩・正木・宿原・奥米・旅名・豊英・鹿野山                                               |
| 小櫃地区   | 小櫃台・末吉・山本・西原・三田・賀恵渕・長谷川・上新田・俵田・戸崎・箕輪・寺沢・岩出・青柳 |
| 久留里地区 | 久留里・久留里市場・久留里大谷・久留里大和田・青柳・小市部・向郷・川谷・浦田・怒田・栗坪・芋窪・愛宕・平山・山滝野・広岡・大坂・大戸見・大戸見旧名殿・大中・富田・吉野                                                               |
| 亀山地区   | 坂畑・藤林・高水・折木沢・滝原・釜生・蔵玉・黄和田畑・草川原・川俣旧川俣・川俣旧月毛・川俣旧押込・豊田旧野中・豊田旧菅間田・加名盛・利根・柳城・笹・香木原                                                                           |

### 教育

#### 大学
2024年4月現在、君津市内に大学は存在していないが、町制時代の一時期（1946年から1950年まで）、千葉工業大学（私立大学）が南子安地区を拠点としていたことがある。

#### 高等学校
公立2校・私立1校
- 千葉県立君津高等学校
- 千葉県立君津青葉高等学校
- 私立翔凜高等学校

千葉県立君津商業高等学校は校名に「君津」と入っているが、同校の「君津」は地域名としての旧君津郡を指しており、本市ではなく隣の市の富津市（JR大貫駅が最寄り駅）に所在する。

県立上総高等学校は2021年（令和3年）に県立君津高校に統合された。

#### 中学校
公立7校・私立1校
- 君津市立周西中学校
- 君津市立周西南中学校
- 君津市立君津中学校
- 君津市立八重原中学校
- 君津市立周南中学校
- 君津市立周東中学校
- 君津市立上総小櫃中学校
- 私立翔凜中学校

#### 小学校
公立12校
| - 君津市立八重原小学校 - 君津市立南子安小学校 - 君津市立周西小学校 - 君津市立周西の丘小学校 - 君津市立貞元小学校 - 君津市立周南小学校 | - 君津市立小糸小学校 - 君津市立清和小学校 - 君津市立小櫃小学校 - 君津市立上総小学校 - 君津市立北子安小学校 - 君津市立外箕輪小学校 |

#### 特別支援学校
- 千葉県立君津特別支援学校

#### 図書館
- 君津市立中央図書館

#### 自動車教習所
- 君津モータースクール
- かずさ自動車教習所

### 施設
- 君津郵便局
- 君津市民文化ホール - 丹下健三設計
- 君津デジタルテレビ中継局
- 日本製鉄君津球場
- 玄々堂君津病院

君津中央病院は病院名に「君津」と入っているが、君津商業高校と同様に地域名としての旧君津郡を指しており、隣の市の木更津市（桜井地区）に所在するため注意が必要である。

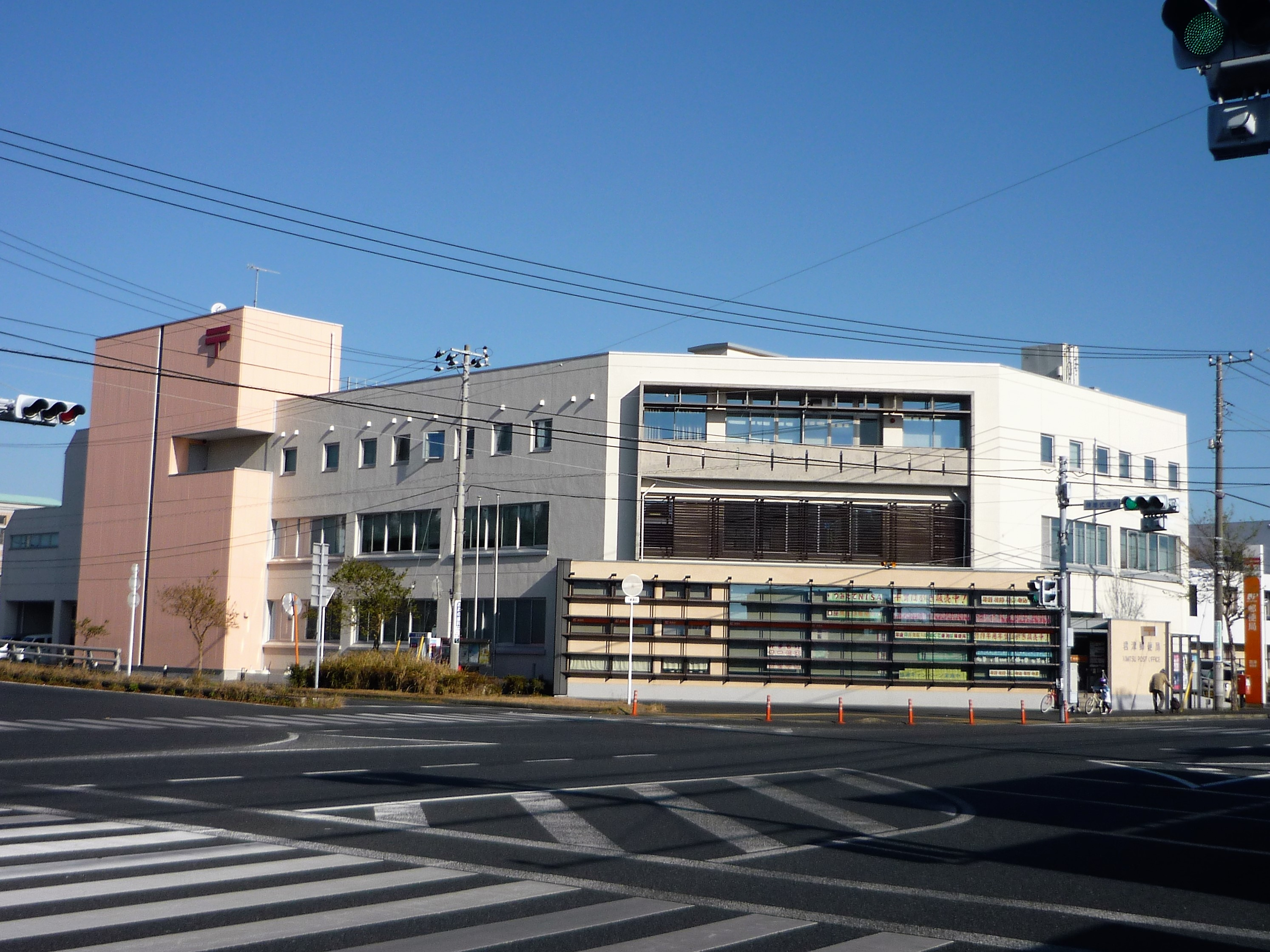
君津郵便局
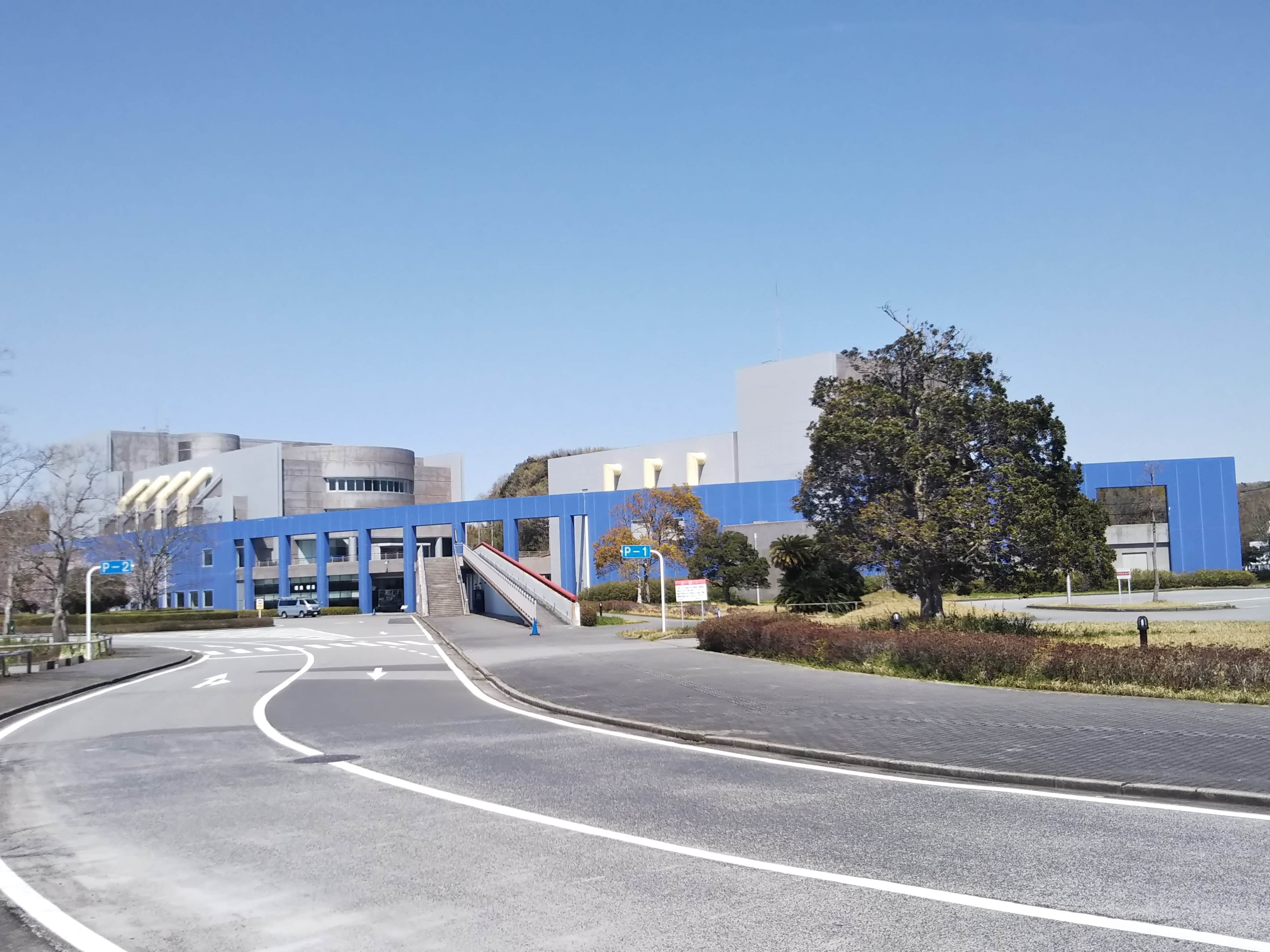
君津市民文化ホール
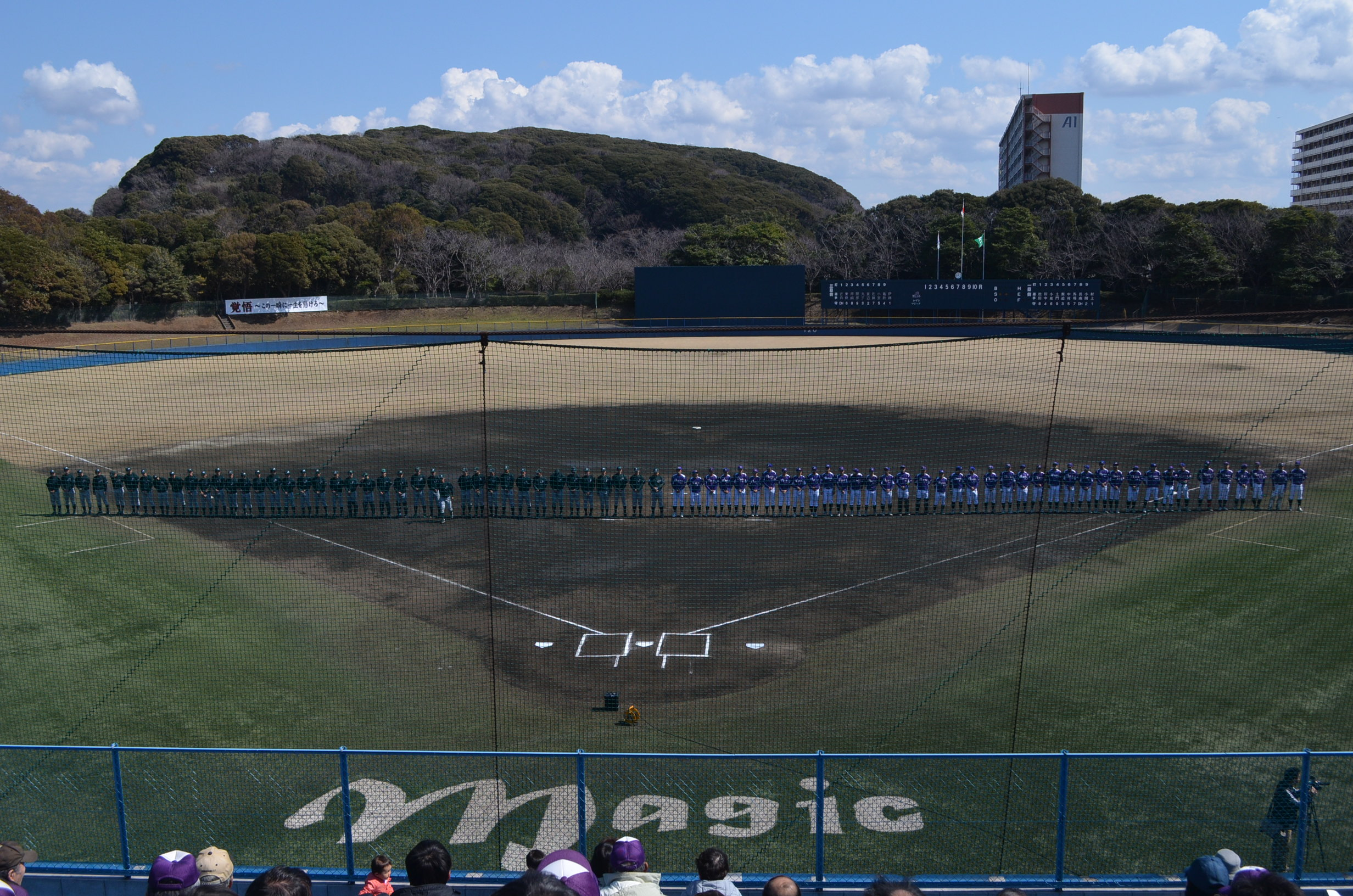
日本製鉄君津球場
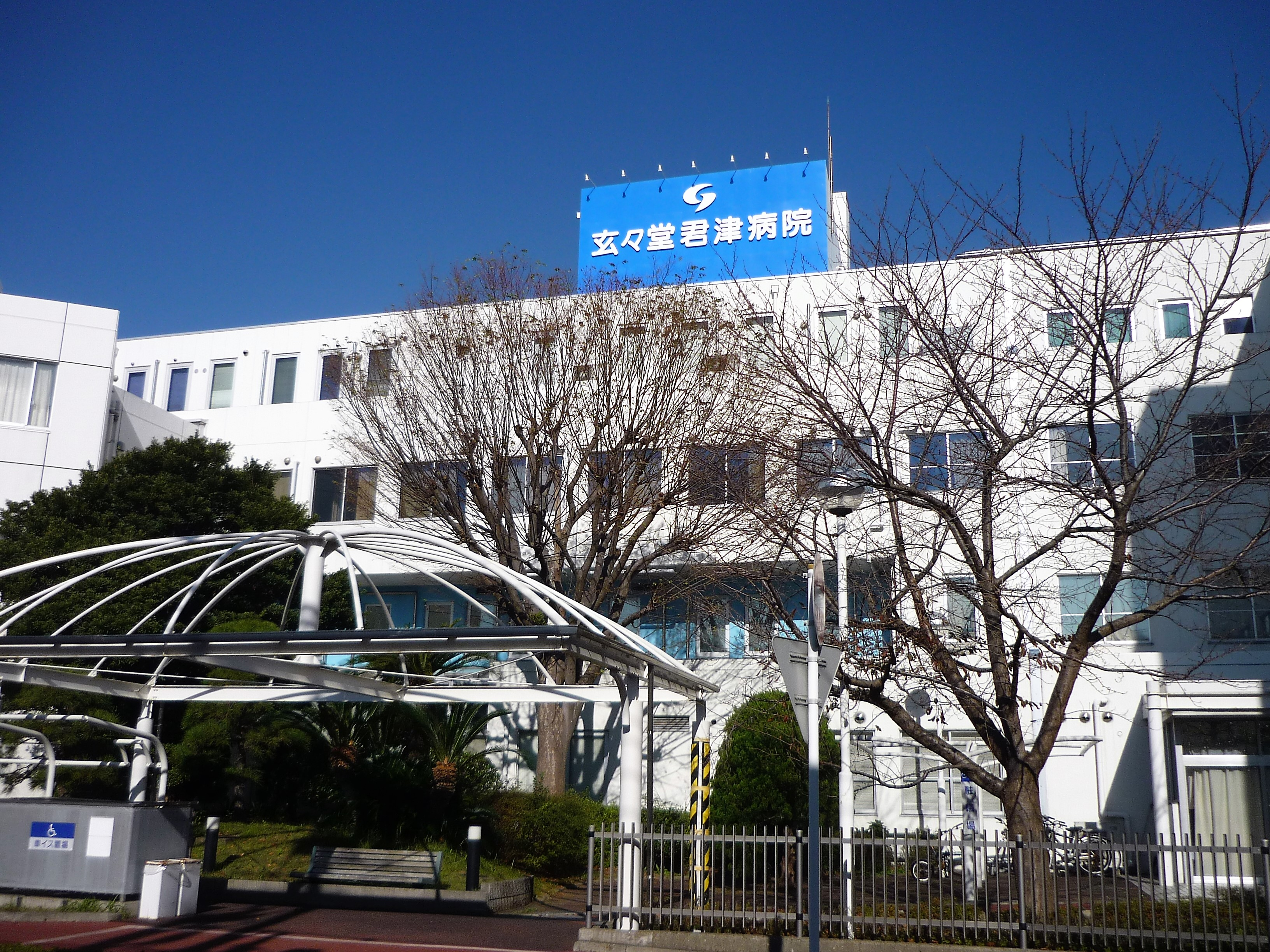
玄々堂君津病院

## 交通
館山自動車道の延伸や東京湾アクアラインの開通により千葉・東京・横浜方面への車による利便性は大幅に向上することとなった。
地質が良いことから高速道路やビル建設などに使用されるコンクリート用の砂が重宝され、採砂場が市内や近隣に存在する関係でダンプカーの通行が多く、高度経済成長期にはダンプ街道などと呼ばれていたが、現在の通行量はピーク時の半分以下である。

### 鉄道路線
東日本旅客鉄道（JR東日本）
■内房線
- 君津駅

■久留里線
- 下郡駅 - 小櫃駅 - 俵田駅 - 久留里駅 - 平山駅 - 上総松丘駅 - 上総亀山駅

### バス路線
中心となるバス停留所：君津バスターミナル

#### 高速バス
（ ）は運行会社
東京湾アクアライン経由
- 君津 - 東京線（日東交通・京成バス）
  - 青堀駅 - 富士見公園 - 君津駅南口 - 君津市役所 - 杢師4丁目 - 君津バスターミナル(BT) - 木更津羽鳥野バスストップ ⇔ バスターミナル(BT)東京八重洲 / 東雲車庫
- 木更津 - 東京線（日東交通・京成バス）
  - 君津製鐵所 - 木更津駅西口 - 木更津金田BT ⇔ BT東京八重洲 - 東雲車庫
- 鴨川 - 東京線【アクシー号】（日東交通・京成バス）
  - 安房鴨川駅 - 君津ふるさと物産館 - 笹 - 松丘 - 平山 - 久留里城三の丸跡 - 久留里駅前 - 俵田 - 小櫃駅前 - 富崎神社 ⇔ 木更津金田BT ⇔ BT東京八重洲
- 君津 - 羽田線（日東交通・京浜急行バス）
  - 君津製鐵所 - 君津駅南口 - 君津市役所 - 杢師4丁目 - 君津BT ⇔ 羽田空港
- 館山・君津 - 羽田・横浜線（日東交通・京浜急行バス）
  - 館山駅 - 君津BT ⇔ 羽田空港 - 横浜駅東口
- 館山・君津 - 新宿線【新宿なのはな号】（日東交通・JRバス関東）
  - 館山駅 - 君津BT ⇔ バスタ新宿

館山自動車道経由
- 鴨川 - 千葉線【カピーナ号】（日東交通・京成バス千葉イースト）
  - 安房鴨川駅 ⇔ 君津ふるさと物産館 - 笹 - 亀山・藤林大橋 - 松丘 - 平山 - 久留里城三の丸跡 - 久留里駅前 - 俵田 - 小櫃駅前 ⇔ 千葉駅

#### 路線バス
- 日東交通により運行されている。

コミュニティバス

### 道路
高速道路
- E14館山自動車道
- (18) 君津IC

一般国道
- 国道16号
- 国道127号
- 国道410号
- 国道465号

主要地方道
- 千葉県道23号木更津末吉線
- 千葉県道24号千葉鴨川線（房総スカイライン）
- 千葉県道32号大多喜君津線
- 千葉県道33号君津平川線
- 千葉県道81号市原天津小湊線
- 千葉県道90号木更津富津線
- 千葉県道92号君津鴨川線（房総スカイライン）
- 千葉県道93号久留里鹿野山湊線

一般県道
- 千葉県道145号長浦上総線
- 千葉県道158号君津青堀線
- 千葉県道159号君津大貫線
- 千葉県道160号加茂木更津線
- 千葉県道163号小櫃佐貫停車場線
- 千葉県道164号荻作君津線
- 千葉県道225号君津停車場線
- 千葉県道269号大鷲木更津線
- 千葉県道298号絹郡線

道の駅
- ふれあいパーク・きみつ

その他
- 四町作第一トンネル
- 君鴨トンネル

### 船舶
- 木更津港（君津地区）

## 名所・旧跡・観光スポット・祭事・催事

### 名所・旧跡
| - 久留里城 - 久留里城址資料館 - 大戸城跡 - 千本城跡 - 久留里神社 - 白鳥神社 - 白山神社 - 人見神社 - 八雲神社 - 御霊神社 - 圓明院（上総三十三観音霊場第9番札所） - 岩田寺 - 観音寺（三石観音） | - 長遠寺 - 成願寺（上総八十八箇所霊場第1番札所） - 神野寺 - 法性寺 - 本顕寺 - 妙性寺 - 円盛院 - 九十九坊廃寺阯（千葉県指定史跡 1935年12月24日指定） - 八幡神社古墳（千葉県指定史跡 1970年1月30日指定） - 道祖神裏古墳（千葉県指定史跡 1979年3月2日指定） - 白山神社古墳（千葉県指定史跡 1981年3月13日指定） - 飯籠塚古墳（千葉県指定史跡 1989年3月10日指定） |

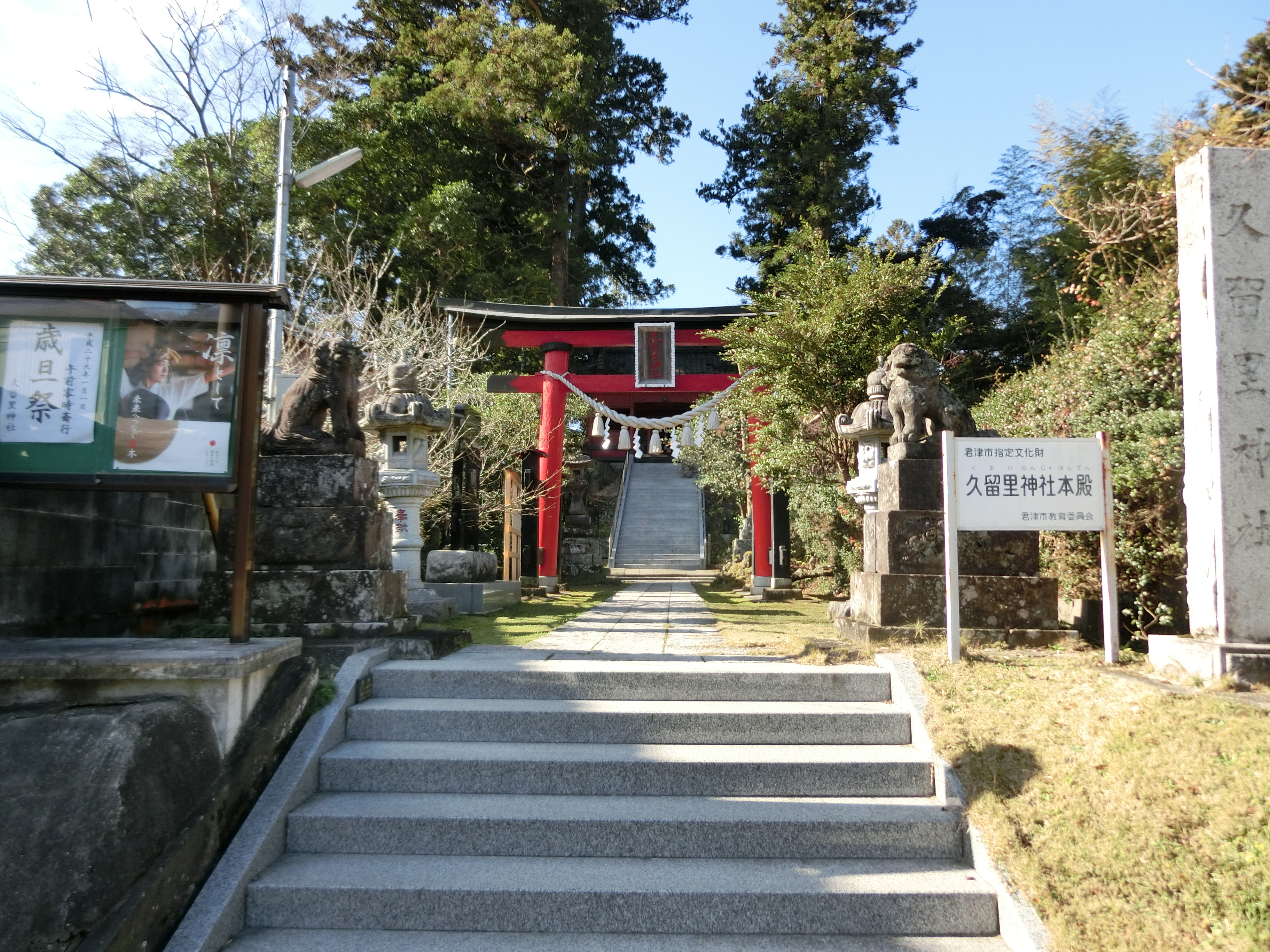
久留里神社
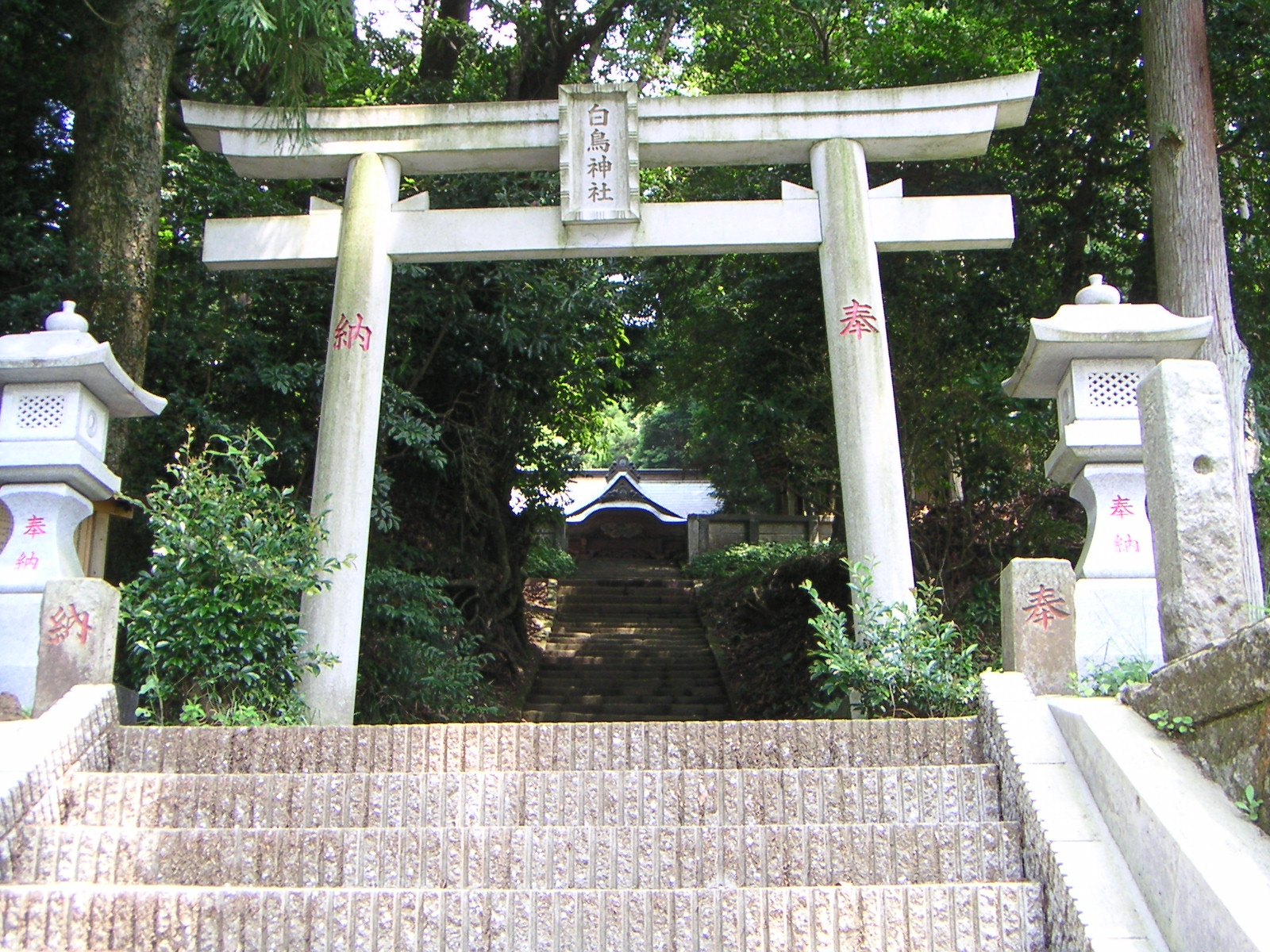
白鳥神社
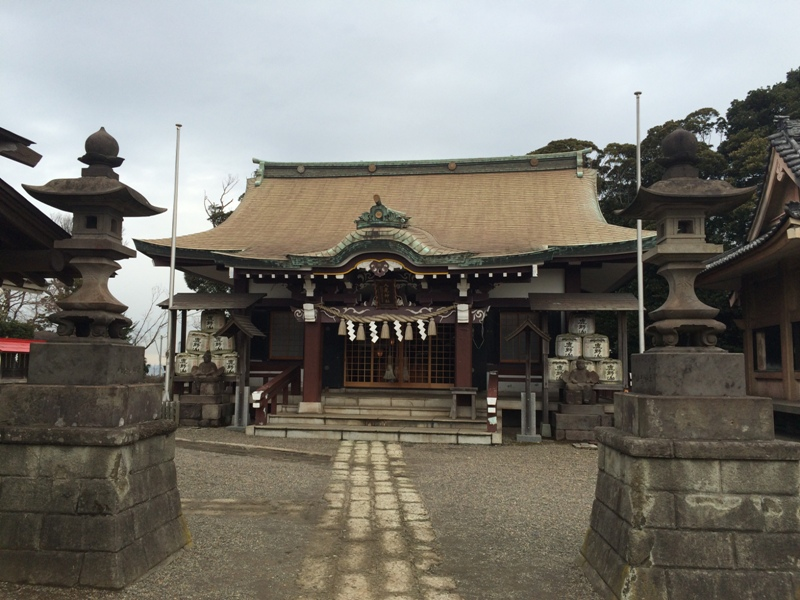
人見神社
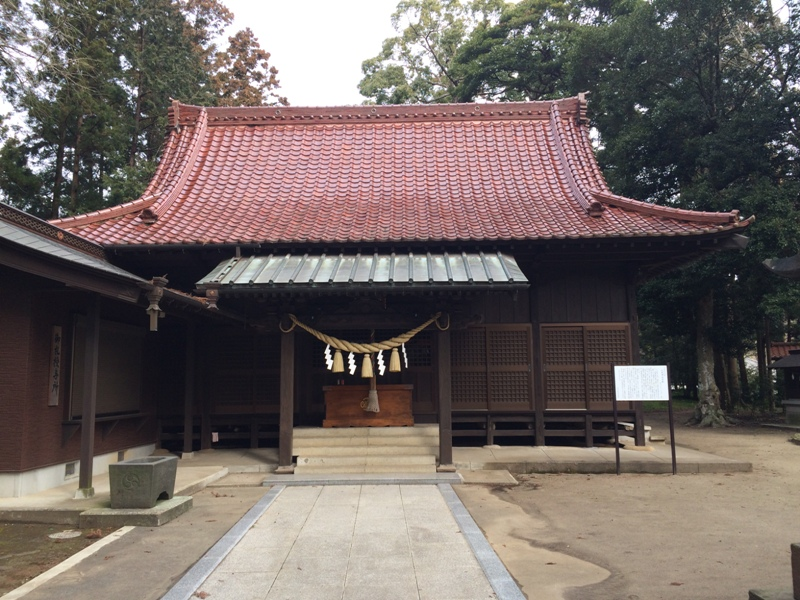
八雲神社
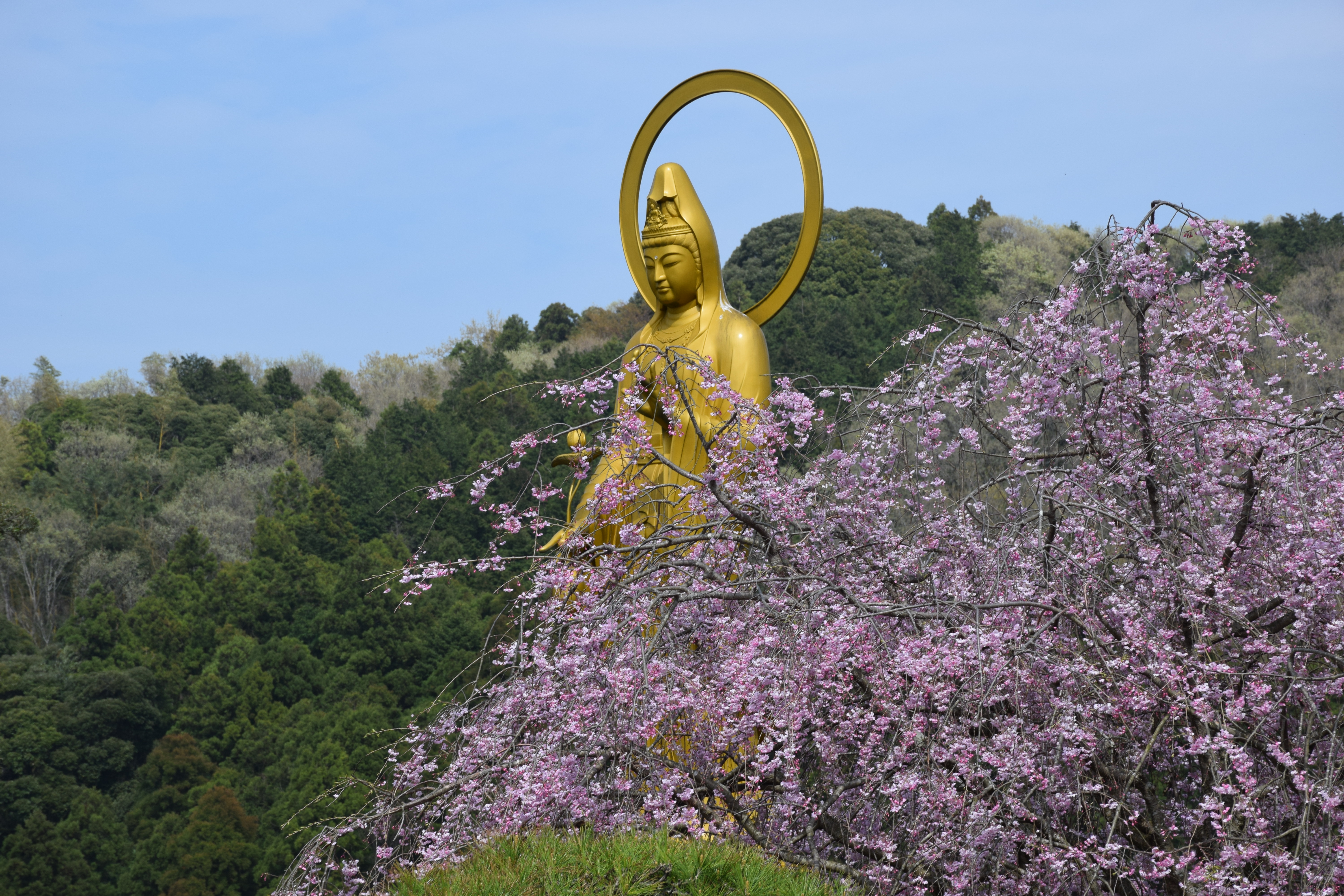
圓明院の娑羅観音像

### 観光スポット
- 千葉県立清和県民の森
- 上総富士ゴルフクラブ
- 亀山湖（亀山ダム）
- 笹川湖（片倉ダム）
- 三島湖（三島ダム）
- 豊英湖（豊英ダム）
- 小櫃川
- 郡ダム
- ロマンの森共和国
  - 白壁の湯
- 久留里の自噴井戸（銘水巡り）
- 君津市小櫃公民館 - 国鉄C12形蒸気機関車の静態保存がされている。
- 鹿野山九十九谷展望公園 - 東山魁夷「残照」のモチーフとなった雲海を望める[15]
- 和蔵酒造 - 酒蔵。見学可能[16]。

#### 温泉
日本温泉協会
- 亀山温泉
- 七里川温泉
- 小糸川温泉
- ロマンの森温泉

その他
- 濃溝温泉

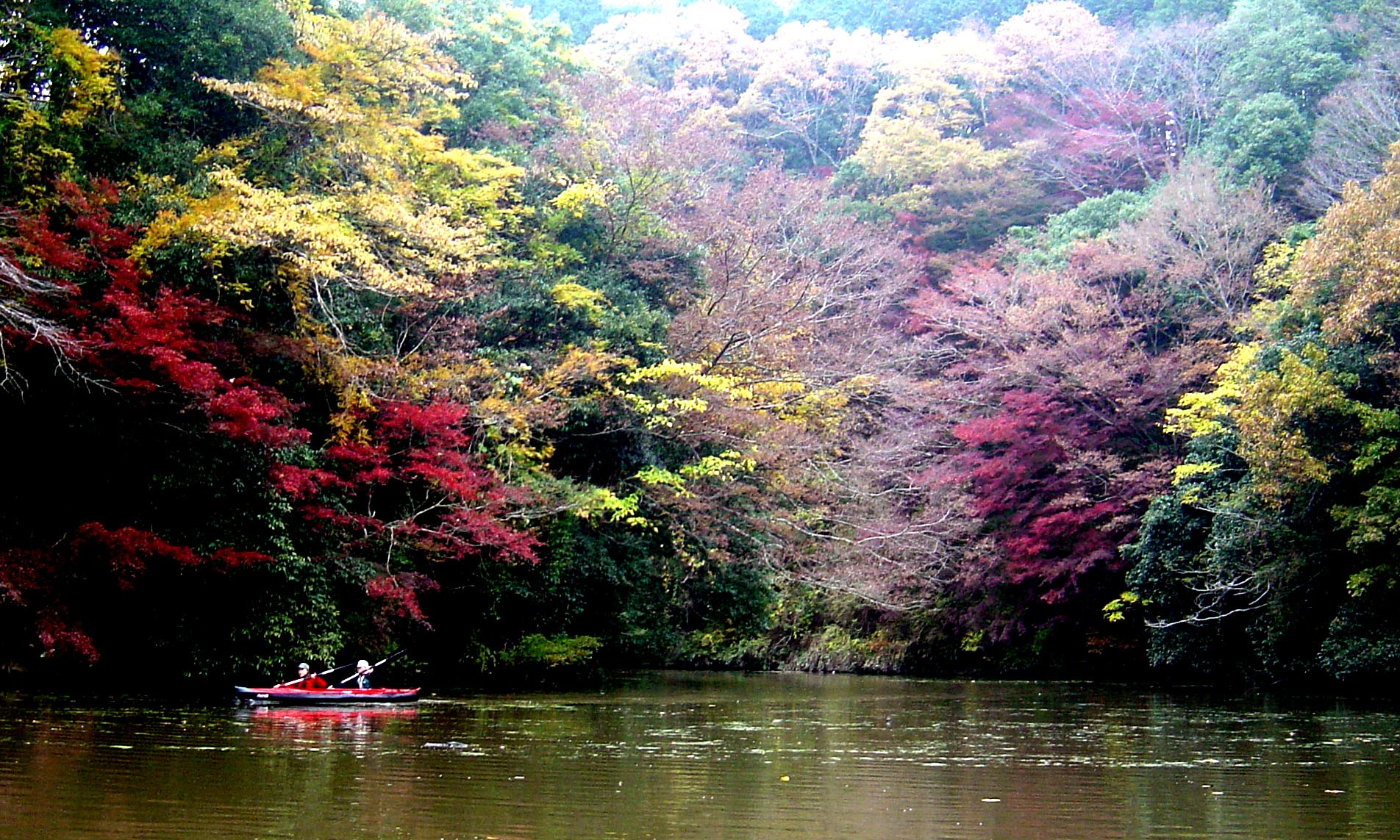
亀山湖（折木沢）
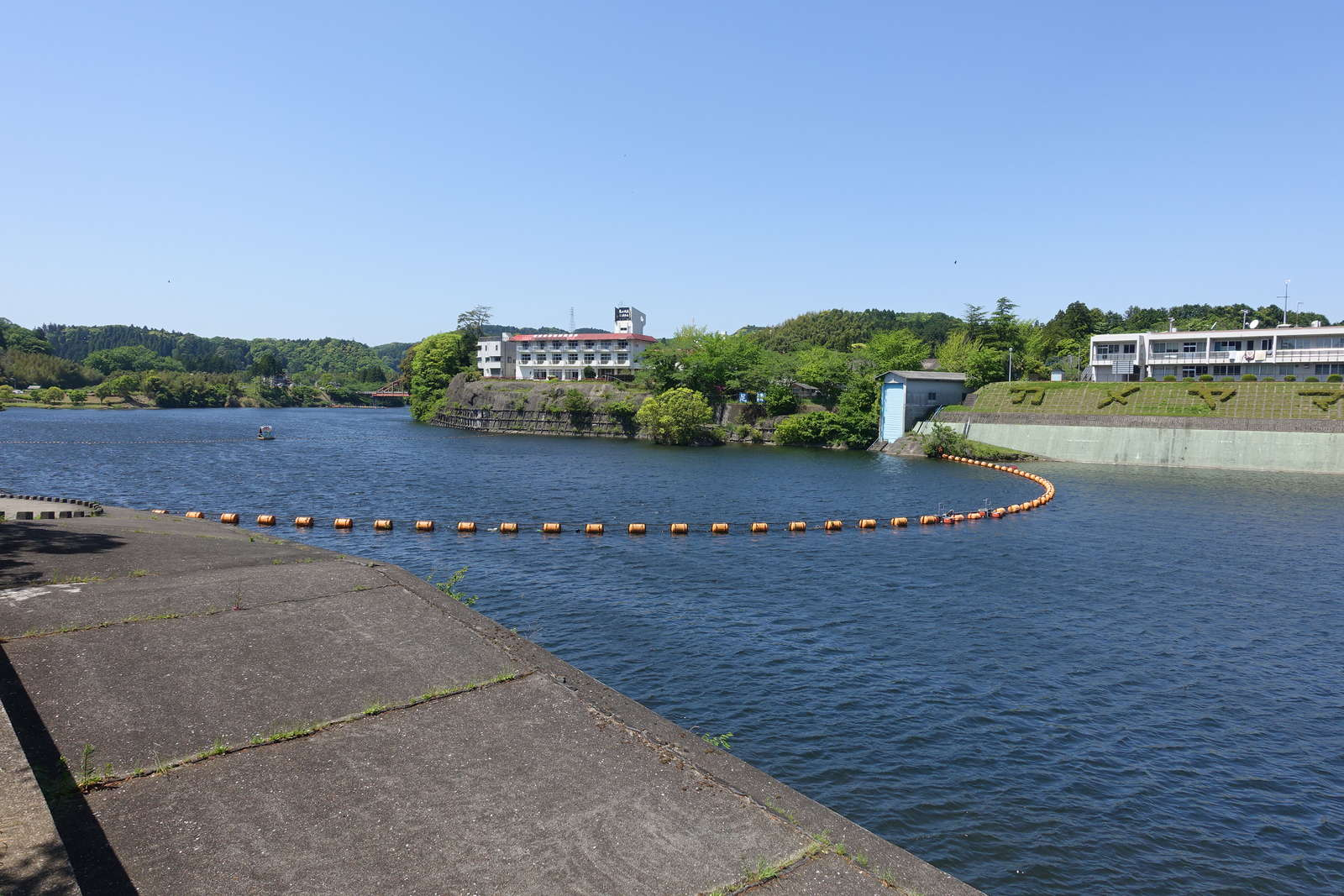
亀山湖（亀山温泉）
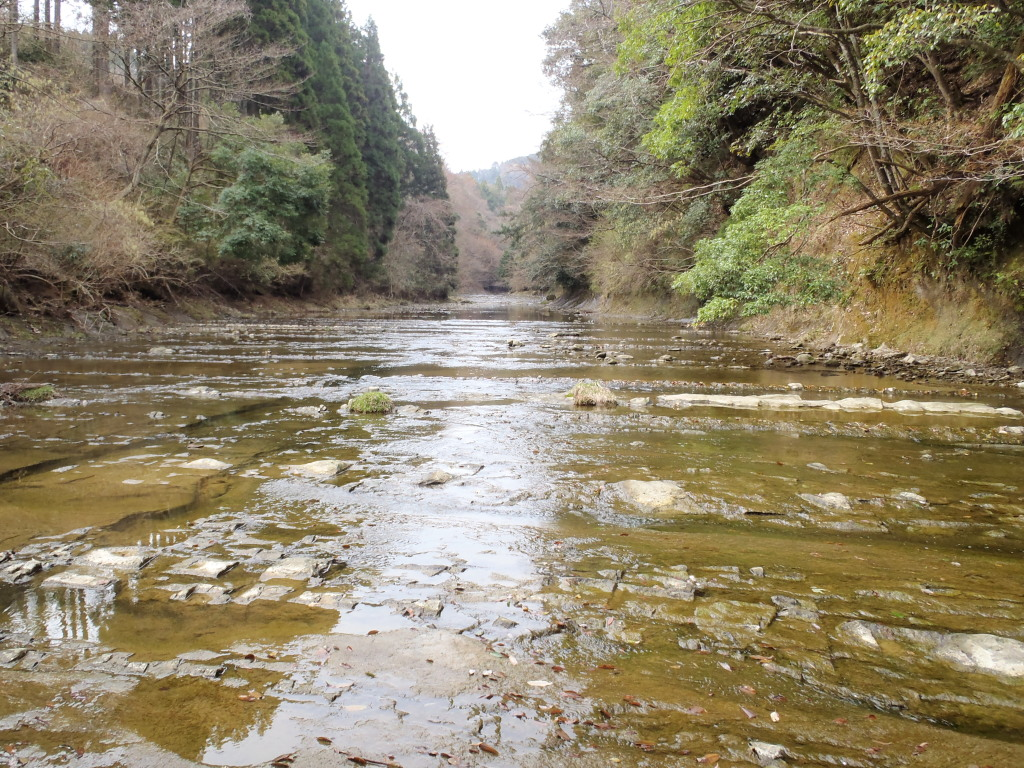
小櫃川（七里川温泉）
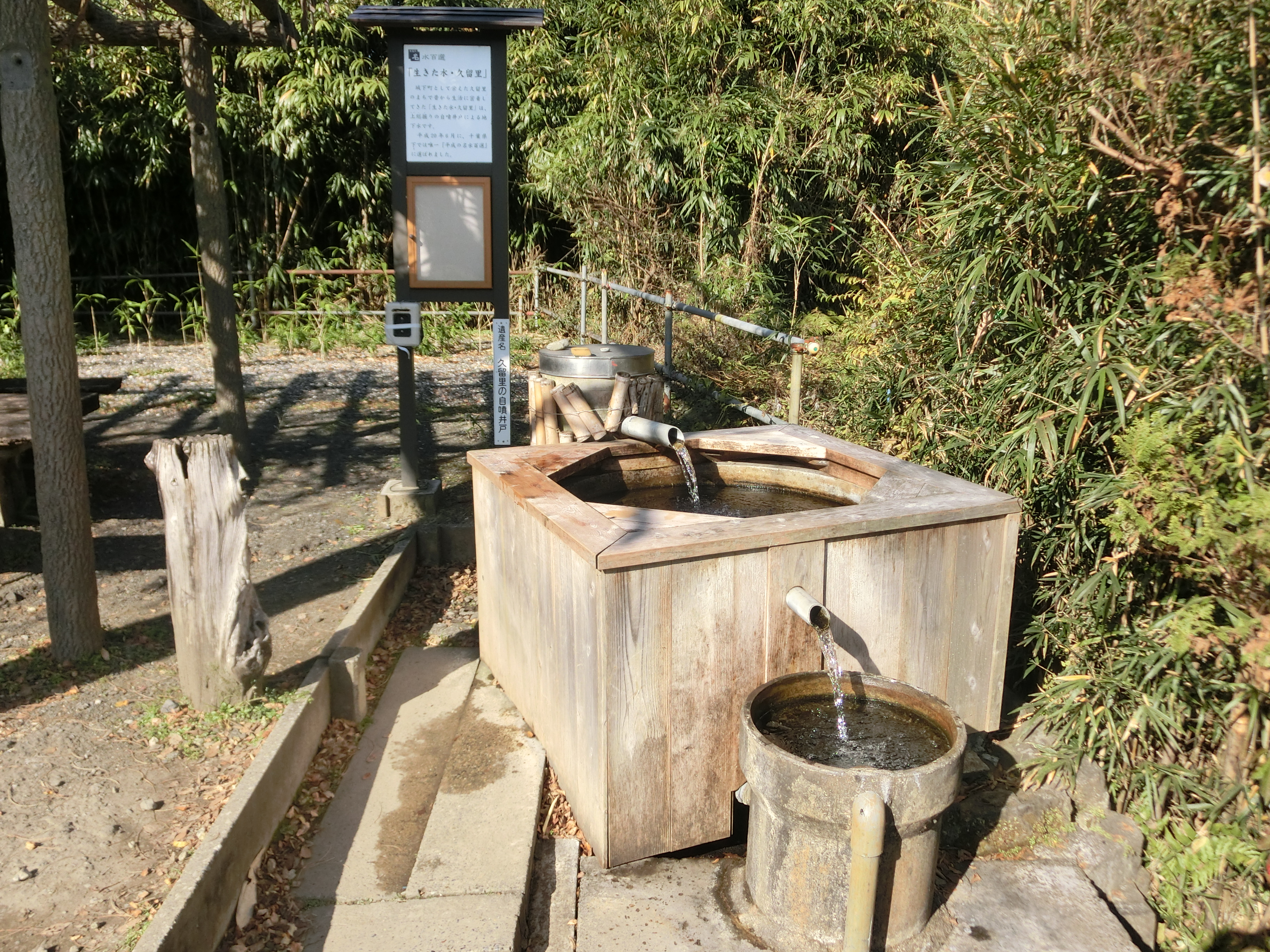
久留里の自噴井戸
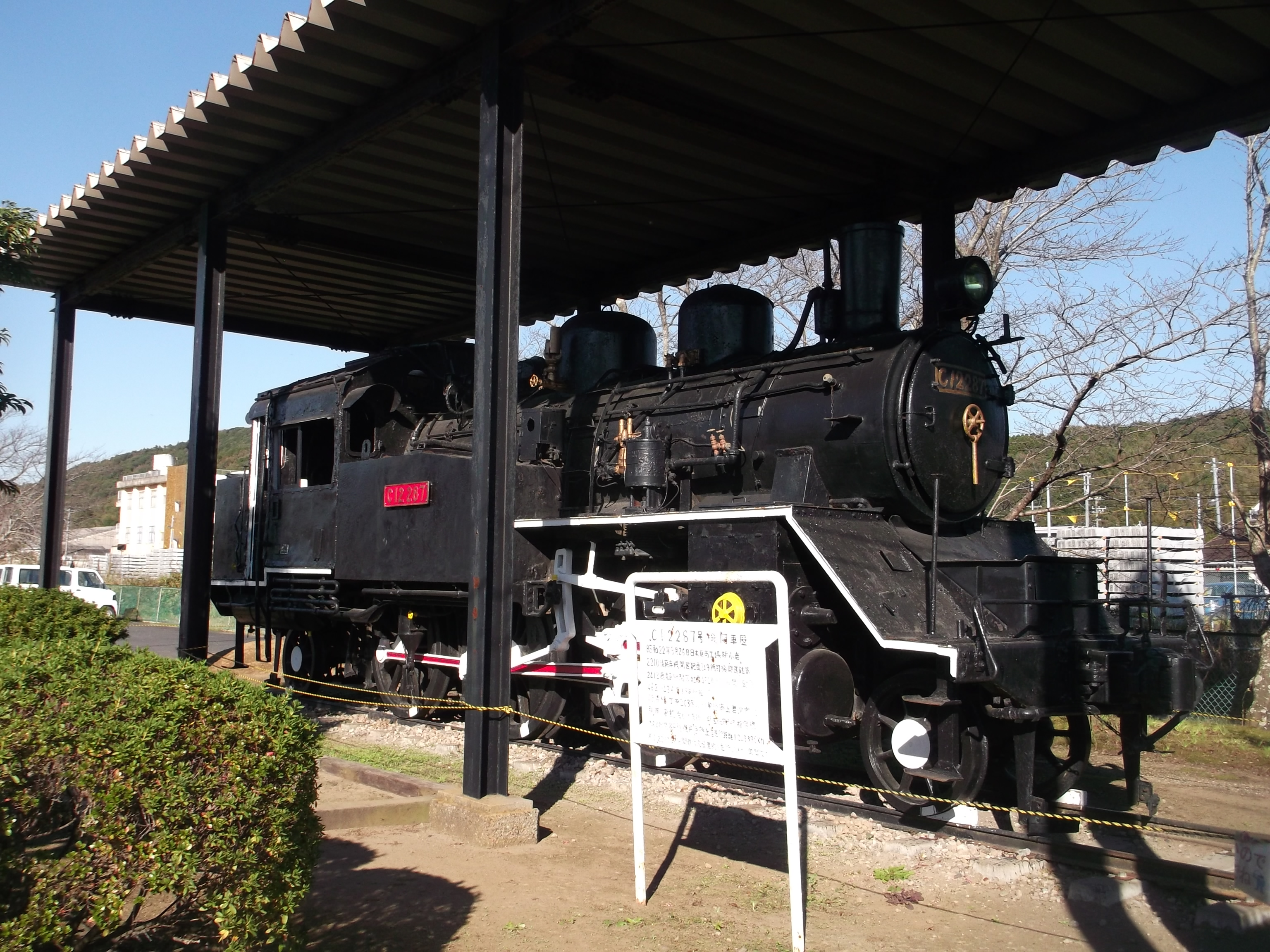
小櫃公民館の国鉄C12形蒸気機関車

### 祭事・催事
- 久留里城祭り
- 大戸見の神楽（君津市大戸見：稲荷神社、千葉県の無形民俗文化財 1961年6月9日指定）
- 三島の棒術と羯鼓舞（君津市宿原：三島神社、千葉県の無形民俗文化財 1962年5月1日指定）
- 鹿野山のはしご獅子舞（君津市鹿野山：白鳥神社、千葉県の無形民俗文化財 1963年5月4日指定）
- 鹿野山のさんちょこ節（同上）

### 名産品
- 上総楊枝 - 久留里地域で製造されてきたことから、久留里城の別名である雨城の名前を冠して雨城楊枝とも言われる。千葉県指定伝統工芸品指定。
- 久留里の銘水 - 平成の名水百選「生きた水・久留里」。
- 小糸在来 - 小糸川流域で栽培される大豆。

### 文化財
国・県指定および国登録文化財一覧。
| 番号 | 指定・登録 | 類別                     | 名称                 | 所在地                                   | 所有者または管理者           | 指定年月日       | 備考       |
| ---- | ---------- | ------------------------ | -------------------- | ---------------------------------------- | ---------------------------- | ---------------- | ---------- |
| 1    | 国指定     | 重要文化財（建造物）     | 神野寺表門           | 君津市鹿野山324-1                        | 神野寺                       | 大正5年5月24日   | 1棟        |
| 2    | 国指定     | 記念物（天然記念物）     | 高宕山のサル生息地   | 君津市大字平田字向畑他                   | 国他                         | 昭和31年12月28日 |            |
| 3    | 県指定     | 有形文化財（建造物）     | 神野寺本堂           | 君津市鹿野山324-1                        | 神野寺                       | 昭和42年3月7日   | 1棟        |
| 4    | 県指定     | 有形文化財（彫刻）       | 木造菩薩面           | 君津市立久留里城址資料館                 | 建暦寺                       | 昭和47年9月29日  | 4面        |
| 5    | 県指定     | 有形文化財（彫刻）       | 木造虚空蔵菩薩立像   | 君津市蔵王691                            | 円盛院                       | 昭和61年2月28日  | 1躯        |
| 6    | 県指定     | 有形文化財（彫刻）       | 木造不動明王坐像     | 君津市根本264                            | 大正寺                       | 平成20年3月18日  | 1躯        |
| 7    | 県指定     | 有形文化財（古文書）     | 天正検地帳           | 君津市他                                 | 君津市他                     | 昭和57年4月6日   | 18件・71冊 |
| 8    | 県指定     | 有形文化財（考古資料）   | 常代遺跡出土の木製品 | 君津市立久留里城址資料館                 | 君津市                       | 平成18年3月14日  | 65点       |
| 9    | 県指定     | 無形民俗文化財           | 大戸見の神楽         | 君津市大戸見（稲荷神社）                 | 大戸見の神楽保存会           | 昭和36年6月9日   |            |
| 10   | 県指定     | 無形民俗文化財           | 三島の棒術と羯鼓舞   | 君津市宿原・奥米・豊英・旅名（三島神社） | 宿原・奥米・豊英棒術保存会他 | 昭和37年5月1日   |            |
| 11   | 県指定     | 無形民俗文化財           | 鹿野山のはしご獅子舞 | 君津市鹿野山（白鳥神社）                 | 鹿野山梯子獅子保存会         | 昭和38年5月4日   |            |
| 12   | 県指定     | 無形民俗文化財           | 鹿野山のさんちょこ節 | 君津市鹿野山                             | 鹿野山さんちょこ節保存会     | 昭和38年5月4日   |            |
| 13   | 県指定     | 記念物（史跡）           | 九十九坊廃寺阯       | 君津市内蓑輪191                          | 君津市                       | 昭和10年12月24日 |            |
| 14   | 県指定     | 記念物（史跡）           | 近江屋甚兵衛墓       | 君津市人見1-11-7                         | 青蓮寺                       | 昭和29年12月21日 |            |
| 15   | 県指定     | 記念物（史跡）           | 鐘ケ淵               | 君津市内蓑輪1-1                          | 厳島神社他                   | 昭和44年4月18日  |            |
| 16   | 県指定     | 記念物（史跡）           | 八幡神社古墳         | 君津市外箕輪4-32他                       | 八幡神社                     | 昭和45年1月30日  |            |
| 17   | 県指定     | 記念物（史跡）           | 道祖神裏古墳         | 君津市外箕輪                             | 個人                         | 昭和54年3月2日   |            |
| 18   | 県指定     | 記念物（史跡）           | 白山神社古墳         | 君津市俵田1452                           | 白山神社                     | 昭和56年3月13日  |            |
| 19   | 県指定     | 記念物（史跡）           | 飯籠塚古墳           | 君津市岩出                               | 個人                         | 平成1年3月10日   |            |
| 20   | 県指定     | 記念物（天然記念物）     | 三島ノ白樫           | 君津市豊英                               | 個人                         | 昭和10年3月26日  |            |
| 21   | 県指定     | 記念物（天然記念物）     | 三石山自然林         | 君津市草川原1405他                       | 観音寺                       | 昭和49年3月19日  |            |
| 22   | 県指定     | 無形文化財               | 長板中形             | 君津市滝原                               | 個人                         | 平成29年3月7日   |            |
| 23   | 国登録     | 登録有形文化財（建造物） | 旧河内屋店舗及び主屋 | 君津市久留里市場字仲町158-1他            | 個人                         | 平成21年8月7日   | 1棟        |

## 著名な出身者

### 経済
- 牧野元次郎（不動貯金銀行（のちの協和銀行、りそな銀行）創業者・元頭取）

### 学術
- 真板益夫（教育者、君津学園創立者）

### 芸能・文化
- 綾小路翔（歌手・氣志團所属）
- 小澤綾子（筋ジストロフィー患者、歌手）
- 唐田えりか（俳優、元ファッションモデル）
- 櫻田宗久（写真家）
- 高木渉[18]（声優）
- 千葉真一[注釈 2] （俳優・歌手・映画監督・空手家・芸能プロモーター・映画プロデューサー）
- 永田一直（クラブDJ、電子音楽家）
- 速水亮（俳優）
- ひなた睦月 (イラストレーター)
- 平野峯郎（歌人）
- まちゃまちゃ（お笑いタレント）
- 矢吹二朗（俳優）
- 渡辺あゆ香（シンガーソングライター）

### スポーツ
- 大木貴将 (元プロ野球選手)
- 加見成司（元サッカー選手・名古屋グランパスエイト所属。サッカー指導者）
- 金子圭輔（元プロ野球選手）
- 小松崎大地（競輪選手、元四国アイランドリーグplus選手）
- 坂本侑翼（ラグビー選手）
- さくらえみ（プロレスラー・我闘雲舞創立者、所属選手）
- 廣瀬隆喜（ボッチャ選手。リオパラリンピック銀メダリスト)
- 眞下貴之（元プロ野球選手。新日鐵住金かずさマジック所属）
- 三上佳孝（元競輪選手）
- 宮瀬博文（プロゴルファー）
- 山下幸輝（プロ野球選手・横浜DeNAベイスターズ）
- 大和ヒロシ（プロレスラー・フリー、君津市議会議員）
- 与田剛（元プロ野球選手・中日ドラゴンズ監督）

## スポーツ
- 日本製鉄かずさマジック（旧：新日本製鐵君津硬式野球部） - 社会人野球の広域複合企業チーム。

## 君津市を撮影した作品
映画『ぬくもりの内側』 （2023年 イオンエンターテイメント、白石美帆・三田佳子・渡辺裕之・音無美紀子）